# Världsmästerskapen i alpin skidsport 1939
Världsmästerskapen i alpin skidsport 1939 arrangerades 12–15 februari 1939 i Zakopane i Polen.

## Medaljligan
| Placering | Land     | Guld | Silver | Brons | Totalt |
| --------- | -------- | ---- | ------ | ----- | ------ |
| 1         | Tyskland | 5    | 4      | 3     | 12     |
| 2         | Schweiz  | 1    | 2      | 2     | 5      |
| 3         | Sverige  | –    | –      | 1     | 1      |

## Herrar

### Störtlopp
Datum: 12 februari 1939
| Placering | Land     | Namn             |
| --------- | -------- | ---------------- |
| 1         | Tyskland | Gustav Lantscher |
| 2         | Tyskland | Josef Jennewein  |
| 3         | Schweiz  | Karl Molitor     |

### Slalom
Datum: 14 februari 1939
| Placering | Land     | Namn            |
| --------- | -------- | --------------- |
| 1         | Schweiz  | Rudolf Rominger |
| 2         | Tyskland | Josef Jennewein |
| 3         | Tyskland | Wilhelm Walch   |

### Kombination
Datum: 12 / 14 februari 1939
| Placering | Land     | Namn            |
| --------- | -------- | --------------- |
| 1         | Tyskland | Josef Jennewein |
| 2         | Tyskland | Wilhelm Walch   |
| 3         | Schweiz  | Rudolf Rominger |

## Damer

### Störtlopp
Datum: 12 februari 1939
| Placering | Land     | Namn          |
| --------- | -------- | ------------- |
| 1         | Tyskland | Christl Cranz |
| 2         | Tyskland | Lisa Resch    |
| 3         | Tyskland | Helga Gödl    |

### Slalom
Datum: 15 februari 1939
| Placering | Land     | Namn          |
| --------- | -------- | ------------- |
| 1         | Tyskland | Christl Cranz |
| 2         | Schweiz  | Gritli Schaad |
| 3         | Sverige  | May Nilsson   |

### Kombination
Datum: 12 / 15 februari 1939
| Placering | Land     | Namn          |
| --------- | -------- | ------------- |
| 1         | Tyskland | Christl Cranz |
| 2         | Schweiz  | Gritli Schaad |
| 3         | Tyskland | Lisa Resch    |